# Papiermühle (Köditz)
Papiermühle ist ein Gemeindeteil der Gemeinde Köditz im Landkreis Hof (Oberfranken, Bayern). Papiermühle liegt in der Gemarkung Brunnenthal.

## Geografie
Das heutige Gewerbegebiet Papiermühle bildet mit der Machersiedlung im Südosten eine geschlossene Siedlung. Diese liegt am Göstrastausee, der vom Göstrabach gespeist wird, der unmittelbar nordöstlich als linker Zufluss in die Sächsische Saale mündet. Eine Gemeindeverbindungsstraße führt 600 Meter südöstlich nach Brunnenthal zur Staatsstraße 2192 bzw. 300 Meter südwestlich zur St 2192. Im Osten gibt es eine Basaltfelswand, im Osten eine Felswand, beides Geotope.

## Geschichte
Papiermühle war ein Kanzleimannlehen des Fürstentums Bayreuth. Gegen Ende des 18. Jahrhunderts gab es neben der Mühle eine „Baumwollen-Tüchlein-Manufactur“. Später entstand unter einem Herrn Macher eine Fabrik zur Herstellung von Verpackungen und eine Werkssiedlung.
Von 1797 bis 1810 unterstand Papiermühle dem Justiz- und Kammeramt Hof. Infolge des Ersten Gemeindeedikts wurde Papiermühle dem 1812 gebildeten Steuerdistrikt Isaar und der zugleich entstandenen Ruralgemeinde Brunnenthal zugewiesen. Am 1. Mai 1978 wurde Papiermühle im Zuge der Gebietsreform in Bayern nach Köditz eingemeindet.

### Einwohnerentwicklung
| Jahr      | 00 1799 | 001861 | 001871 | 001885 | 001900 | 001925 | 001950 | 001961 | 001970 | 001987 |
| Einwohner | 25      | 6      | 5      | 14     | 7      | 17     | 98     | 36     | 21     | 0      |
| Häuser    |         |        |        | 1      | 1      | 2      | 5      | 5      |        | 0      |
| Quelle    | [ 5 ]   | [ 9 ]  | [ 10 ] | [ 11 ] | [ 12 ] | [ 13 ] | [ 14 ] | [ 15 ] | [ 16 ] | [ 1 ]  |

## Religion
Papiermühle ist evangelisch-lutherisch geprägt und war ursprünglich nach St. Johannes (Joditz) gepfarrt, seit den 1870er Jahren ist die Pfarrei St. Michaelis (Hof) zuständig.